# Оманський ріал
Оманський ріал (араб. ريال عماني, фр. Rial Omani) — національна валюта Оману; 1 оманський ріал = 1000 байз.
Міжнародне позначення оманського ріалу — OMR.
В обігу перебувають банкноти номіналом 1/2, 1, 5, 10, 20 і 50 ріалів, а також 100 і 200 байс.
Оманський ріал введений в обіг у березні 1974 року замість саідского ріалу у співвідношенні 1:1
На лицьовій стороні практично усіх банкнот містяться зображення глави держави султана Кабуса і пам'яток архітектури, а на зворотному боці — місцеві пейзажі. Купюри зразка 2005 р. практично не відрізняються за дизайном від банкнот колишніх випусків. Основна відмінність полягає у тому, що на лицьовій стороні нових купюр розміщена голографічна смуга, що більшою мірою захищає їх від підробок.
З 2010 року Центральний банк Оману випустив серію пам'ятних полімерних банкнот присвячених 40-му Національному Дню.